# Turkse Onafhankelijkheidsoorlog
De Turkse Onafhankelijkheidsoorlog , ook bekend als de Grieks-Turkse oorlog (Turks: Kurtuluş Savaşı, İstiklâl Harbi, Türk İstiklâl Harbi of Millî Mücadele) is de strijd na de Eerste Wereldoorlog tussen de Turken en geallieerden (zie ook Kaukasusveldtocht).
Na de Eerste Wereldoorlog behoorden de Osmaanse Turken tot de verliezers, waardoor vrijwel al hun woongebied (het Osmaanse Rijk strekte van de Balkan tot Arabië) bezet werd. Zelfs de overgebleven rompstaat Anatolië werd in negen stukken verdeeld, waarbij de Turken alleen rondom Ankara controle mochten uitoefenen.
Mustafa Kemal (de latere Atatürk) riep hierop het Turkse Parlement in Ankara uit. Dit parlement erkende niet langer het gezag van de Osmaanse sultan, Mehmet VI of de verdragen die hij had ondertekend. Het belangrijkste verdrag waartegen Atatürk zich verzette was het Verdrag van Sèvres, waarbij grote stukken van Anatolië onder geallieerd bestuur kwamen te staan. Deze mandaatgebieden werden erkend door de Osmaanse sultan, iets wat Atatürk niet acceptabel vond. Toen de geallieerde troepen het verdrag begonnen te realiseren door Turkse steden in te nemen, ontstond er hevig verzet van lokale Turkse burgers. Onder leiding van Atatürk leidde dit tot een georganiseerd leger onder controle van de Türkiye Büyük Millet Meclisi.
Achteraf stelde Atatürk de start van de Onafhankelijkheidsoorlog vast als 19 mei 1919. In werkelijkheid stond er pas vanaf 1920 daadwerkelijk een professioneel Turks leger op de been. Dit leger bleek zo succesvol dat de Turken vanuit hun rompstaat geheel Anatolië weer onder controle kregen. De veldslagen duurden van 1920 tot 11 oktober 1922, waaronder de Slag om Sakarya en de Slag om Dumlupınar, toen er vervolgens een wapenstilstand werd ondertekend. Dit Verdrag van Mudanya werd op 24 juli 1923 opgevolgd door de Vrede van Lausanne. In dit verdrag werd officieel het einde van de Turkse Onafhankelijkheidsoorlog bezegeld met de erkenning van de Turkse soevereiniteit en de volledige terugtrekking van de geallieerde troepen uit Anatolië. In Turkije wordt dit gevierd als een totale overwinning op de geallieerden.

## Oud-strijder
De laatste overlevende van de Turkse Onafhankelijkheidsoorlog, kolonel Mustafa Şekip Birgöl, overleed op 11 november 2008 op 105-jarige leeftijd.